# II. třída okresu Břeclav 2003/2004
V soubojích fotbalové II. třídy okresu Břeclav 2003/2004, jedné ze skupin 8. nejvyšší fotbalové soutěže, se utkalo 14 týmů dvoukolovým systémem podzim – jaro. Tento ročník skončil v červnu 2004. Postup do I. B třídy Jihomoravského kraje 2004/2005 si zajistil vítězný tým TJ Mír Velké Bílovice. Do III. třídy okresu Břeclav 2004/2005 sestoupily poslední dva týmy TJ Sokol Týnec a TJ Sokol Kobylí. 

## Výsledná tabulka
| Poř. | Tým                           | Z  | V  | R | P  | VG | OG | B  |
| ---- | ----------------------------- | -- | -- | - | -- | -- | -- | -- |
| 1.   | TJ Mír Velké Bílovice         | 26 | 16 | 3 | 7  | 64 | 29 | 51 |
| 2.   | TJ Palavan Bavory             | 26 | 15 | 5 | 6  | 57 | 39 | 50 |
| 3.   | TJ Sokol Bořetice             | 26 | 15 | 3 | 8  | 62 | 45 | 48 |
| 4.   | Sokol Rakvice                 | 26 | 14 | 3 | 9  | 55 | 39 | 45 |
| 5.   | TJ Slovan Břeclav „B“         | 26 | 13 | 3 | 10 | 49 | 52 | 42 |
| 6.   | TJ Slavoj Velké Pavlovice „B“ | 26 | 12 | 2 | 12 | 41 | 50 | 35 |
| 7.   | 1FK Družstevník Nikolčice     | 26 | 10 | 6 | 10 | 46 | 44 | 36 |
| 8.   | TJ Sokol Březí                | 26 | 10 | 4 | 12 | 47 | 49 | 34 |
| 9.   | SK Vranovice                  | 26 | 9  | 6 | 11 | 33 | 37 | 33 |
| 10.  | TJ Sokol Velké Němčice        | 26 | 8  | 8 | 10 | 43 | 48 | 32 |
| 11.  | TJ Lokomotiva Břeclav         | 26 | 9  | 4 | 13 | 46 | 54 | 31 |
| 12.  | FC Hustopeče                  | 26 | 7  | 8 | 11 | 28 | 37 | 29 |
| 13.  | TJ Sokol Týnec                | 26 | 8  | 4 | 14 | 34 | 59 | 28 |
| 14.  | TJ Sokol Kobylí               | 26 | 5  | 3 | 18 | 34 | 57 | 18 |

Poznámky:
- Z = Odehrané zápasy; V = Vítězství; R = Remízy; P = Prohry; VG = Vstřelené góly; OG = Obdržené góly; B = Body; (S) = Mužstvo sestoupivší z vyšší soutěže; (N) = Mužstvo postoupivší z nižší soutěže (nováček)

|  | Postup do I. B třídy Jihomoravského kraje 2004/2005 |
|  | Sestup do III. třídy okresu Břeclav 2004/2005       |